# Maphrianat de l'Orient
Le Maphrianat de l'Orient fut une juridiction spéciale de l'Église syriaque orthodoxe pour les régions relevant à l'origine de l'empire perse. Le siège du maphrianat fut d'abord Tikrit puis Mossoul. 81 maphriens se sont succédé entre 629 et 1859.

## Organisation
Les diocèces suivants étaient dans la juridiction du Maphrianat de l'Orient :
- Diocèse de Sinjâr
- Diocèse de Maalta
- Diocèse d'Arzun
- Diocèse de Marga et Gomel
- Diocèse de Bet Ramman et Bet Waziq
- Diocèse de Gozarta-d-Qardu et Bet Nuhadra
- Diocèse de Karma et Tigre
- Diocèse de Piroz-Shabur
- Diocèse de Shahrzul
- Diocèse de Bet Arabayé
- Diocèse des Arabes Taglibites
- Diocèse du Ségestan (Sistan, Séistan, Sagestan)
- Diocèse d'Azerbaïdjan
- Diocèse de Hérat (Afghanistan)
- Diocèse de Maadayé

Le monastère Mor Mattay, qui avait le rang de métropole, était également sous la dépendance du maphrien.